# 田渊米藏
第十五世井上因碩（1871年—1917年），日本圍棋棋手，生於兵庫縣西宮市，大塚因碩、泉秀節的門徒，本名田淵米藏。

## 生平
九歲其父去世，米藏邊上學邊學棋，展現出才能，14歲時泉秀節給予指導並希望入門但遭到米藏拒絕，之後米藏自學至16歲時初段。1890年拜於大塚因碩門下，在此之前家族不斷反對、禁止米藏下棋，但仍改變不了米藏入門學碁的堅持。
1901年升至四段，開始各地遊歷，隔年即升到五段。1904年大塚因碩去世，為了延續井上家，井上家門徒之一高崎泰策推薦了米藏，1907年在大阪舉行大會表示繼承為第十五世井上因碩，後世稱之井上田淵因碩或直接稱之田淵米藏。之後定居在神戶，但常常去東京鑽研，並與坊門、方圓社對弈不少，1912年受井上家、關西圍棋會推薦升上六段，在神戶舉行升段會，本因坊秀哉、方圓社社長中川龜三郎均有參加，顯示對其的肯定。1916年又受井上家、秀哉名人、中川推薦升上七段，該次升段會極為盛況。1917年患急性肺炎去世，並無指定跡目。1919年大塚因碩門人、大塚死後師事田淵因碩的惠下田榮芳擅自繼承了井上家的家督。
後世對田淵因碩的評價是，自行學棋因此有許多不按常規的下法，但卻下的很敏捷，不過損棋還是下的過多。

## 外部連結
日本圍棋故事